# Vladímir Popović
Vladimir Popović (en serbio: Bладимиp Bлaдицa Пoпoвић) (Zemun, Yugoslavia, 17 de marzo de 1935-Belgrado, Serbia, 10 de agosto de 2020) fue un futbolista y director técnico de fútbol yugoslavo. En su etapa de jugador, se desempeñaba como mediocampista desatacando en el Estrella Roja de Belgrado y la selección de Yugoslavia. Como entrenador, desarrollo gran parte de su carrera entre Colombia y Venezuela, de donde era oriunda su esposa e hijos.

## Biografía
En los años 50 se casó con una venezolana en su natal Yugoslavia, más adelante sus hijos nacieron en Caracas (Yasmina, 1960, y Miograd, 1964). Para 1968 por petición de ellos se trasladaron a Venezuela donde se establecieron en Prados del Este. Popović termina allí su carrera como jugador y comienza la de entrenador.

## Entrenador

### En Venezuela
Fue campeón de la primera división de Venezuela en dos oportunidades con el Portuguesa FC.

### En Colombia
En la primera división de Colombia, Popović dirigió destacadamente en 447 partidos: Santa Fe (89), Atlético Nacional (26), Deportivo Cali (226) y Millonarios (106). Se consagró campeón en dos oportunidades y subcampeón en tres.
Al mando de estos clubes, dirigió en Copa Libertadores en 22 juegos: Santa Fe (6) y Deportivo Cali (6) en fase de grupos y Millonarios (10) siendo su mejor participación hasta los cuartos de final.

### Santa Fe
En su primera experiencia en el fútbol colombiano, se consagró campeón con Santa Fe del Campeonato colombiano 1971, luego de vencer al Atlético Nacional por un marcador de 3-2 en el partido de desempate por el título tras empatar a cero goles en los juegos de ida y vuelta de la gran final.

### Atlético Nacional
En Atlético Nacional es tercero Torneo Apertura de 1973, para el Torneo Finalización lo reemplazó el paraguayo César López Fretes quien a la postre se consagró campeón.

### Deportivo Cali
Al Deportivo Cali lo dirige con éxito en tres oportunidades: en la primera es campeón en el Campeonato colombiano 1974 tras sacarle dos puntos más al Atlético Nacional en el hexagonal final.
En la segunda, llega en el Campeonato colombiano 1984 en reemplazo de Pedro Nel Ospina; pero no logra clasificar para la fase final del torneo. Luego, es subcampeón en Campeonato colombiano 1985 por el ítem de la bonificación frente al América de Cali. En el Campeonato colombiano 1986, es nuevamente subcampeón frente al América de Cali.
Su última etapa con el equipo azucarero en el Campeonato colombiano 1989 no fue la esperada y no pudo clasificar para la semifinal del torneo.

### Millonarios
En el ocaso de su carrera, regresó a Colombia para dirigir a Millonarios. En el Campeonato colombiano 1994, fue campeón con el equipo embajador durante 64 minutos venciendo en cuadrangular final por un marcador de 3-1 al América de Cali, simultáneamente en el clásico paisa el Atlético Nacional derrotó al DIM con gol de Juan Pablo Ángel en los últimos minutos del encuentro cuando ya había terminado el juego en Bogotá, tras igualarar en puntos y debido a que el ítem de desempate era la bonificación termina siendo subcampeón.
En el Torneo Nivelación 1995, tiene una de las peores campañas en la historia del equipo en liga quedando a cuatro puntos del descenso directo. Aunque paralelamente llegó hasta los cuartos de final de la Copa Libertadores.
En el Campeonato colombiano 1995-96, solamente dirige el Torneo Apertura y la junta directiva designa en su cargó a su asistente técnico (Miguel Augusto Prince).

### Estrella Roja
Fue campeón de la Liga de Campeones de la UEFA en 1991 con el Estrella Roja, derrotando al Olympique de Marsella.
También ganó la Copa Intercontinental de 1991 con el Estrella Roja venciendo al Colo-Colo de Chile.

### Selección de fútbol del Perú
Dirigió a la selección de fútbol del Perú en la Copa América Ecuador 1993, le ganó a Chile y empató con Brasil y Paraguay. Después de imponerse en el llamado grupo de la muerte, México lo eliminó en cuartos de final por 4-2. En las eliminatorias para el Mundial de EE. UU. 94, Perú fue agrupado con la Argentina bicampeona de América, Colombia y Paraguay. Salvo la goleada 4-0 en Barranquilla, los otros cuatro partidos Perú los perdió por solo un gol y al final sacó del Mundial a los guaraníes con un empate 2-2 en Lima.

## Selección
Fue jugador de la selección de fútbol de Yugoslavia en 20 partidos, destacando su participación en el Mundial de Chile 62 y las eliminatorias para el Mundial de Inglaterra 66.
| Selección                       | Año                             | Partidos | Goles |
| ------------------------------- | ------------------------------- | -------- | ----- |
| Yugoslavia juveniles            | 1954-56                         | 9        | 2     |
| Yugoslavia B                    | 1955-61                         | 8        | 0     |
| Yugoslavia absoluta             | 1956-1965                       | 20       | 0     |
| Total selecciones de Yugoslavia | Total selecciones de Yugoslavia | 37       | 2     |

## Clubes

### Como jugador
| País       | Club                | Año       | PJ (G)   |
| ---------- | ------------------- | --------- | -------- |
| Yugoslavia | Estrella Roja       | 1953-1965 | 500 (38) |
| Alemania   | VfB Stuttgart       | 1965-1966 | 2 (0)    |
| Alemania   | Stuttgarter Kickers | 1966-1968 | 52 (0)   |
| Venezuela  | UD Canarias         | 1968-1969 | ¿?       |

### Como director deportivo
| País       | Club          | Año       |
| ---------- | ------------- | --------- |
| Yugoslavia | Estrella Roja | 1980-1983 |

### Como técnico
| País       | Club              | Año       |
| ---------- | ----------------- | --------- |
| Venezuela  | Portuguesa FC     | 1969-1970 |
| Venezuela  | Deportivo Italia  | 1970-1971 |
| Colombia   | Santa Fe          | 1971-1972 |
| Venezuela  | Anzoátegui FC     | 1972-1973 |
| Colombia   | Atlético Nacional | 1973      |
| Colombia   | Deportivo Cali    | 1974      |
| Venezuela  | Portuguesa FC     | 1974-1975 |
| Venezuela  | Portuguesa FC     | 1976-1977 |
| Yugoslavia | Napredak Kruševac | 1977-1978 |
| Colombia   | Deportivo Cali    | 1984-1986 |
| Yugoslavia | Trepça            | 1987-1988 |
| Colombia   | Deportivo Cali    | 1989      |
| Yugoslavia | Estrella Roja     | 1991-1992 |
| Perú       | Selección de Perú | 1992-1993 |
| Colombia   | Millonarios       | 1994-1995 |
| Venezuela  | Caracas FC        | 1998-1999 |

## Estadísticas como entrenador

### En clubes
| Millonarios · Colombia | 1.ª   | 1994   | 58  | 28 | 11 | 19 | - | - | - | - | -  | - | - | - | 58  | 28 | 11 | 19 | 54.6 %  |
| Millonarios · Colombia | 1.ª   | N-1995 | 30  | 5  | 13 | 12 | - | - | - | - | 10 | 4 | 3 | 3 | 40  | 9  | 16 | 15 | 35.83 % |
| Millonarios · Colombia | 1.ª   | A-1995 | 18  | 8  | 6  | 4  | - | - | - | - | -  | - | - | - | 18  | 8  | 6  | 4  | 55.55 % |
| Millonarios · Colombia | Total | Total  | 106 | 41 | 30 | 35 | 0 | 0 | 0 | 0 | 10 | 4 | 3 | 3 | 116 | 45 | 33 | 38 | 49.17 % |
| 1. 2.                  |       |        |     |    |    |    |   |   |   |   |    |   |   |   |     |    |    |    |         |

### En selecciones
| Perú absoluta | 1992 | 1993 | 21 | 4 | 8 | 9 | 31.75 % |

## Palmarés

### Como entrenador

#### Títulos nacionales
| Título                     | Club                   | País       | Año     |
| -------------------------- | ---------------------- | ---------- | ------- |
| Campeonato colombiano      | Santa Fe               | Colombia   | 1971    |
| Campeonato colombiano      | Deportivo Cali         | Colombia   | 1974    |
| Campeonato venezolano      | Portuguesa Fútbol Club | Venezuela  | 1975    |
| Campeonato venezolano      | Portuguesa Fútbol Club | Venezuela  | 1977    |
| Primera Liga de Yugoslavia | Estrella Roja          | Yugoslavia | 1991-92 |

Títulos internacionales
| Título                | Club          | País       | Año  |
| --------------------- | ------------- | ---------- | ---- |
| Copa Intercontinental | Estrella Roja | Yugoslavia | 1991 |